# Stefanie I. Becker
Stefanie I. Becker (* 1976 in Bünde) ist eine deutsche Psychologin, die als Assoziierte Professorin an der University of Queensland in Brisbane, Australien, forscht und lehrt. Ihre Arbeitsschwerpunkte liegen in der Experimentalpsychologie der visuellen Aufmerksamkeit, insbesondere der visuellen Suche und ihrer Erklärung.

## Werdegang und Arbeitsschwerpunkte
Stefanie Becker studierte Philosophie und Biologie und promovierte 2007 in der Experimentellen Psychologie an der Universität Bielefeld. Im Jahr 2008 wurde sie Postdoktorandin bei Roger Remington an der School of Psychology, University of Queensland. Ab 2009 arbeitete sie als Postdoktorandin an der School of Psychology, University of Queensland. Von 2014 bis 2016 war sie ebendort Senior-Dozentin (Senior Lecturer) und Future Fellow des Australian Research Council (ARC). Das Future-Fellow-Programm unterstützt Forscher mit außergewöhnlichem Potential in den mittleren Stadien ihrer Karriere. Seit 2017 ist sie Assoziierte Professorin und weiterhin ARC Future Fellow an der University of Queensland.
Stefanie Becker untersucht selektive visuelle Aufmerksamkeit, d. h. die Frage, wie das visuelle System Informationen aus komplexen visuellen Szenen auswählt, welche Mechanismen dafür verantwortlich sind und wie viel Kontrolle Menschen über diese Prozesse haben. Sie vertritt eine relationale Erklärung, der zufolge Aufmerksamkeit nicht auf spezifische Merkmale (etwa Farben, Größen oder Formen) ausgerichtet wird, sondern auf relationale Merkmale (etwa röter, grüner, größer, kleiner etc.). Diesem Ansatz zufolge arbeitet Aufmerksamkeit grundsätzlich kontextabhängig.
Ein zweiter Forschungsfokus liegt auf Emotionen und Aufmerksamkeit, insbesondere der Frage, ob emotionale Gesichter Aufmerksamkeit auf sich ziehen. Hier hat Stefanie Becker zeigen können, dass Aufmerksamkeit stärker durch visuelle Merkmale als durch emotionale Faktoren beeinflusst wird. Sie beschäftigt sich außerdem mit der Verbindung von Aufmerksamkeit und visuellem Kurzzeitgedächtnis.

## Veröffentlichungen (Auswahl)
- Becker, S. I., Grubert, A. K., Ansorge, U., & Horstmann, G. (2023). Which processes dominate visual search: Bottom-up feature contrast, top-down tuning or trial history? Cognition, 236, 105420.
- Yu, X., Zhou, Z., Becker, S. I., Boettcher, S. E. P., & Geng, J. (2023). Good enough attentional guidance. Trends in Cognitive Sciences, 37, 391–403.
- Becker, S. I. (2007). Irrelevant singletons in pop-out search: Attentional capture or filtering costs? Journal of Experimental Psychology: Human Perception and Performance, 33, 764–787.
- Hamblin-Frohman, Z. & Becker, S. I. (2021). The attentional template in high and low similarity search: Optimal tuning or tuning to relations? Cognition, 212, 104732.
- Becker, S. I., Manoharan, R. T., & Folk, C. L. (2021). The Attentional Blink: A Relational Account of Attentional Engagement. Psychonomic Bulletin & Review, 28, 219–227
- Becker, S. I., Atalla, M. & Folk, C. L. (2020). Conjunction Search: Can we simultaneously bias attention to features and relations? Attention, Perception, & Psychophysics, 82, 246–268.
- Horstmann, G. & Becker, S. I. (2020). More efficient search for happy targets may not indicate guidance, but rather faster distractor rejection: Evidence from eye movements and fixations. Emotion, 20, 206–216.
- Becker, S. I., Dutt, N., Vromen, J. M. G. & Horstmann, G. (2017). The capture of attention and the gaze in search for emotional photographic faces. Visual Cognition, 25, 241–261.
- Becker, S. I., Lewis, A. J., & Axtens, J.E. (2017). Top-down knowledge modulates onset capture in a feedforward manner. Psychonomic Bulletin & Review, 24, 436–446.
- Becker, S. I., Harris, A. M., Venini, D., & Retell, J. D. (2014). Visual search for colour and shape: When is the gaze guided by feature relationships, when by feature values? Journal of Experimental Psychology: Human Perception and Performance, 40(1), 264–291.
- Becker, S. I., Folk, C. L., & Remington, R. W. (2013). Attentional Capture does not depend on Feature Similarity, but on Target-Nontarget Relations. Psychological Science, 24, 634-47.

Stand 2024 hat Stefanie Becker über 100 Beiträge in wissenschaftlichen Zeitschriften verfasst.

## Auszeichnungen
Stefanie Beckers Dissertation wurde mit dem Preis der Westfälisch-Lippischen Universitätsgesellschaft und dem Dissertationspreis der Fachgruppe Allgemeine Psychologie der Deutschen Gesellschaft für Psychologie ausgezeichnet. Im Jahr 2011 gewann sie den Early Career Researcher Award der Australian Psychological Society und im Jahr 2014 den Foundation Research Excellence Award der University of Queensland.